# 哈默史密斯
漢默史密斯是英國英格兰大伦敦漢默史密斯-富勒姆區的自治市，位于泰晤士河的北岸，通過漢默史密斯橋通往巴恩斯。漢默史密斯是倫敦的一大波蘭人聚居地。